# Archipimima
Archipimima is een geslacht van vlinders uit de familie van de Tortricidae (Bladrollers). Het geslacht werd voor het eerst wetenschappelijk beschreven door Powell in 1986.

## Soorten
Het genus bevat de volgende soorten:

- Archipimima archipiforma Razowski & Pelz, 2004
- Archipimima concavata (Meyrick, 1930)
- Archipimima consentanea Razowski, 2004
- Archipimima cosmoscelis (Meyrick, 1932)
- Archipimima flexicostalis (Dognin, 1908)
- Archipimima hamata Razowski & Wojtusiak, 2013
- Archipimima labyrinthopa (Meyrick, 1932)
- Archipimima sinuocostana Razowski & Wojtusiak, 2006
- Archipimima telemaco Razowski & Becker, 2011
- Archipimima tylonota (Meyrick, 1926)
- Archipimima undulicostata Razowski & Wojtusiak, 2006
- Archipimima vermelhana Razowski, 2004
- Archipimima yanachagae Razowski & Wojtusiak, 2010